# Silvan Zingg
Silvan Zingg (* 19. März 1973 in Lugano, Schweiz) ist ein Schweizer Boogie-Woogie-, Blues- und Jazz-Pianist.

## Musikalische Laufbahn
Silvan Zingg wuchs in einer musikalischen Familie auf. Bereits in seiner Schulzeit begann er, inspiriert durch Platten von afroamerikanischen Blues-Pianisten, mit dem Klavierspiel. Nach der Matura und einem Grafiker-Studium entschied er sich, professioneller Musiker zu werden.

Zingg hat bisher über 1000 Konzerte in über 30 Ländern gegeben. Das erste Übersee-Solo-Konzert gab er mit 18 Jahren. Er nahm als jüngster Pianist und einziger Europäer an der Masters of Blues & Boogie Woogie Piano Night in Charleston, South Carolina, USA, teil. Danach folgten weitere USA-Reisen, unter anderem zu Piano Festivals in Cincinnati, Detroit und Newport. Im November 2005 trat er mit Chuck Berry im Kongresshaus in Zürich auf. 

„Silvan spielt so, als käme er aus St. Louis, er könnte mein Blues Bruder sein.“

Silvan Zingg hat unter anderem mit den Blues-Künstlern Ray Charles, Memphis Slim, Sammy Price, Champion Jack Dupree, Katie Webster, Michel Petrucciani, Jimmy Walker und Tito Jackson (der Bruder von Michael) gespielt. Im November 2008 absolviert Silvan Zingg seine erste Konzerttour in China. Im Jahr 2010 wurde Silvan Zingg als Referent für Boogie Woogie und Blues Piano an die University of Texas eingeladen.
Am Montreux Jazz Festival 2011 war Silvan Zingg Special Gast beim B.B. King-Konzert. Mit dabei waren: Carlos Santana, John McLaughlin, Susan Tedeschi, Derek Trucks, Shemekia Copeland, Robert Randolph und andere.
Am 30. Mai 2015 spielte Silvan Zingg als einziger Europäer auf der Beerdigung von B.B. King in Indianola, Mississippi.

## Internationales Boogie Woogie Festival
Im Jahr 2002 initiierte Zingg erstmals das Internationale Boogie Woogie Festival Switzerland in Lugano. Seit 2002 treffen sich jährlich im Frühling in Lugano im Tessin Pianisten des Genre, wie Little Willie Littlefield, Kenny „Blues Boss“ Wayne, Carl Sonny Leyland, Axel Zwingenberger, Vince Weber, Jean-Paul Amouroux. Im Jahr 2006 berichtete der Fernsehsender BBC World weltweit in einer Reportage über das Festival.

## Diskographie
- 1992: Boogie Must Go On (Solo-CD)
- 1996: Changes In Boogie Woogie (mit Lorenzo Milani am Schlagzeug) CD
- 1998: Double Up Boogie (mit Martijn Schok) CD
- 1999: New Orleans Jazz Ascona Festival Sampler-CD
- 2000: Boogie Woogie Duets (Live) CD
- 2000: New Orleans Jazz Ascona Festival Sampler-CD
- 2001: In Concert (Live aufgenommen vom Schweizer Radio RTSI) CD
- 2001: La Roquebrou Boogie Festival Sampler-CD
- 2002: Fourth Annual Boogie & Blues Piano Summit Newport Sampler-CD
- 2003: Boogie Woogie Xmas CD
- 2004: Boogie Woogie Triology (mit Nuno Alexandre am Kontrabass und Valerio Felice am Schlagzeug) CD
- 2007: Motor City Boogie & Blues Festival Sampler-DVD PBS-Television (USA)
- 2007: Dancin’ The Boogie (Live mit den Boogie-Woogie-Tanzweltmeistern William Mauvais und Maëva Truntzer aus Frankreich) DVD + CD
- 2010: Boogie Woogie Ride (Live aufgenommen in San Bernardino auf 2066 m.ü.M in der Schweiz. Nuno Alexandre am Kontrabass und Valerio Felice am Schlagzeug). Dauer 71 Minuten. CD
- 2010: Trumpet Boogie (18 Studioaufnahmen mit Vater Reinhard Zingg an der Trompete, Schlagzeug, Banjo, Mundharmonika). CD
- 2011: Hot Cat Session Volume 1 Stompin’ Boogie Woogie & Blues (zwölf Studioaufnahmen mit Drew Davies am Tenorsaxophon und Pascal Ammann am Schlagzeug). CD
- 2013: International Boogie Night Uster Vol. 1 (Ricky Nye, Christoph Steinbach, Chris Conz, Silvan Zingg, Gary Scott und Stefan Ulbricht)
- 2014: Piano Solo – Live & Studio (13 Aufnahmen). CD
- 2016: Swing That Boogie – Live-CD Silvan Zingg Trio (Nuno Alexandre und Sarah Wegmann am Kontrabass, Valerio Felice am Schlagzeug)
- 2016: Boogie Woogie Xmas – Studio-CD Silvan Zingg am Flügel, Valerio Felice am Schlagzeug und Nuno Alexandre am Kontrabass.

## Auszeichnungen
- 2009 Rémy Award Houston Film Festival PBS Documentary „International Boogie Woogie & Blues“
- 2013 German Pinetop Award „Boogie Woogie Entertainer“